# Jimmie Hunter
Jimmie Lee Hunter (Memphis, 24 dicembre 1977) è un ex cestista statunitense, professionista nella NBDL e in Europa.

## Palmarès
- All-USBL First Team (2004)
- Miglior marcatore USBL (2004)
- Coppa Italia di Legadue: 1
 N.B. Brindisi: 2012